# Zhou Youguang
Zhou Youguang (kinesisk: 周有光; pinyin: Zhōu Yǒuguāng; født 13. januar 1906 i Changzhou i provinsen Jiangsu i Kina, død 14. januar 2017 i Beijing) var en kinesisk lingvist som ofte kaldes "pinyins fader", altså den fastlandskinesiske officielt normative romaniseringsmetode af kinesisk skrift.

## Liv og virke

### Baggrund
Zhou flyttede i ung alder med sin familie til Suzhou, og begyndte senere at studere ved Saint John's University i Shanghai (1923), hvor han tog hovedeksamen i økonomi men også tog kurser i lingvistik. Han afbrød i 1925 under 30. maj-bevægelsen og studerede så i kort periode ved Guanghua-universitetet, hvorfra han blev udeksamineret i 1927. Zhou var så en periode udvekslingsstudent i Japan.

### Karriere
Han arbejdede så som bankier og økonom udenlands (for det meste i New York City), men vendte hjem til Shanghai i 1949 efter at Folkerepublikken Kina var blevet oprettet.
I 1955 blev han udnævnt af regeringen til at lede en komite som skulle reformere det kinesiske sprog i den hensigt at tilrettelægge for bedre bekæmpelse af analfabetismen. Mens andre komitéer havde til opgave at fremme standardkinesisk som nationalt referencesprog og for at forenkle de kinesiske skrifttegn, skulle Zhous komité udvikle et bedre romaniseringssystem. Opgaven tog tre års intensivt arbejde. Pinyin blev Folkerepublikkens officielle romaniseringssystem i 1958. Det tjener kun som udtalerettesnor, og ikke som et alternativt skriftsprog.
Under kulturrevolutionen blev Zhou, som så mange andre intellektuelle, tvunget til at flytte ud på landet for at blive "omskolet". Han tilbragte to år i en arbejdslejr.
Efter 1980 samarbejdede Zhou med Liu Zunqi og Chien Wei-zang om at oversætte Encyclopædia Britannica til kinesisk.
Zhou fortsatte sit forfatterskab og publicistiske virksomhed også senere. Blandt hans værker er Zhongguo Yuwen de Shidai Yanjin 中国语文的时代演进, oversat til engelsk af Zhang Liqing og publiceret i 2003 som The Historical Evolution of Chinese Languages and Scripts. Efter 2000 har han skrevet mindst ti bøger, men ikke alle er blevet publiceret, på grund af problemer med den kinesiske censur. Han udviklede sig til en forkæmper for politisk reform og kritiker af Kinas kommunistiske partis angreb på traditionel kinesisk kultur da det kom til magten.